# WTA Tour 2009
Sony Ericsson WTA Tour 2009 er de kvindelige professionelle tennisspilleres elite-tour, organiseret af Women's Tennis Association (WTA). Touren består af de fire grand slam-turneringer (arrangeret af International Tennis Federation), 17 WTA Premier-turneringer, 30 WTA International-turneringer, Fed Cup 2009 (arrangeret af ITF) samt de to sæsonafsluttende turneringer Sony Ericsson WTA Tour Championships og Commonwealth Bank Tournament of Champions.

## Turneringer

### Kategorier
| Kategori                | Kategori                | Min. præmiesum      | Antal |
| ----------------------- | ----------------------- | ------------------- | ----- |
| Grand slam              | Grand slam              | –                   | 4     |
| WTA Premier             | Mandatory               | $ 4.500.000         | 4     |
| WTA Premier             | 5                       | $ 2.000.000         | 5     |
| WTA Premier             | $700/$600               | $ 700.000 / 600.000 | 8     |
| WTA International       | WTA International       | $ 220.000           | 30    |
| WTA Tour slutspil       |                         |                     |       |
| WTA Tour Championship   | WTA Tour Championship   | –                   | 1     |
| Tournament of Champions | Tournament of Champions | $ 600.000           | 1     |

### Kalender
| Sony Ericsson WTA Tour 2009 | Sony Ericsson WTA Tour 2009 | Sony Ericsson WTA Tour 2009                        | Sony Ericsson WTA Tour 2009                        | Sony Ericsson WTA Tour 2009                        | Sony Ericsson WTA Tour 2009                        |
| Uge                         | Dato                        | Grand slam- / WTA Premier-turneringer              | Grand slam- / WTA Premier-turneringer              | WTA International-turneringer                      | WTA International-turneringer                      |
| --------------------------- | --------------------------- | -------------------------------------------------- | -------------------------------------------------- | -------------------------------------------------- | -------------------------------------------------- |
| 2                           | 5. jan.                     |                                                    |                                                    | Brisbane                                           | Brisbane International                             |
| 2                           | 5. jan.                     | Auckland                                           | ASB Classic                                        |                                                    |                                                    |
| 3                           | 12. jan.                    | Sydney                                             | Medibank International                             | Hobart                                             | Moorilla Hobart International                      |
| 4                           | 19. jan.                    | Melbourne                                          | Australian Open                                    |                                                    |                                                    |
| 5                           | 26. jan.                    | Melbourne                                          | Australian Open                                    |                                                    |                                                    |
| 6                           | 2. febr.                    | Ingen individuelle turneringer på grund af Fed Cup | Ingen individuelle turneringer på grund af Fed Cup | Ingen individuelle turneringer på grund af Fed Cup | Ingen individuelle turneringer på grund af Fed Cup |
| 7                           | 9. febr.                    | Paris                                              | Open GDF SUEZ                                      | Pattaya                                            | Pattaya Women's Open                               |
| 8                           | 16. febr.                   | Dubai                                              | Barclays Dubai Tennis Championships                | Memphis                                            | Cellular South Cup                                 |
| 8                           | 16. febr.                   | Dubai                                              | Barclays Dubai Tennis Championships                | Bogotá                                             | Copa Sony Ericsson Colsanitas                      |
| 9                           | 23. febr.                   |                                                    |                                                    | Acapulco                                           | Abierto Mexicano TELCEL                            |
| 10                          | 2. marts                    |                                                    |                                                    | Monterrey                                          | Monterrey Open                                     |
| 11                          | 9. marts                    | Indian Wells                                       | BNP Paribas Open                                   |                                                    |                                                    |
| 12                          | 16. marts                   | Indian Wells                                       | BNP Paribas Open                                   |                                                    |                                                    |
| 13                          | 23. marts                   | Miami                                              | Sony Ericsson Open                                 |                                                    |                                                    |
| 14                          | 30. marts                   | Miami                                              | Sony Ericsson Open                                 |                                                    |                                                    |
| 15                          | 6. april                    |                                                    |                                                    | Ponte Vedra                                        | MPS Group Championships                            |
| 15                          | 6. april                    | Marbella                                           | Andalucia Tennis Experience                        |                                                    |                                                    |
| 16                          | 13. april                   | Charleston                                         | Family Circle Cup                                  | Barcelona                                          | Barcelona Ladies Open                              |
| 17                          | 20. april                   | Ingen individuelle turneringer på grund af Fed Cup | Ingen individuelle turneringer på grund af Fed Cup | Ingen individuelle turneringer på grund af Fed Cup | Ingen individuelle turneringer på grund af Fed Cup |
| 18                          | 27. april                   | Stuttgart                                          | Porsche Tennis Grand Prix                          | Fez                                                | Grand Prix de SAR La Princesse Lalla Meryem        |
| 19                          | 4. maj                      | Rom                                                | Internazionali BNL d'Italia                        | Estoril                                            | Estoril Open                                       |
| 20                          | 11. maj                     | Madrid                                             | Mutua Madrilena Madrid Open                        |                                                    |                                                    |
| 21                          | 18. maj                     | Warszawa                                           | Warsaw Open                                        | Strasbourg                                         | Internationaux de Strasbourg                       |
| 22                          | 25. maj                     | Paris                                              | French Open                                        |                                                    |                                                    |
| 23                          | 1. juni                     | Paris                                              | French Open                                        |                                                    |                                                    |
| Uge                         | Dato                        | Grand slam- / WTA Premier-turneringer              | Grand slam- / WTA Premier-turneringer              | WTA International-turneringer                      | WTA International-turneringer                      |
| 24                          | 8. juni                     |                                                    |                                                    | Birmingham                                         | AEGON Classic                                      |
| 25                          | 15. juni                    | Eastbourne                                         | AEGON International                                | Den Bosch                                          | Ordina Open                                        |
| 26                          | 22. juni                    | London                                             | Wimbledon Championships                            |                                                    |                                                    |
| 27                          | 29. juni                    | London                                             | Wimbledon Championships                            |                                                    |                                                    |
| 28                          | 6. juli                     |                                                    |                                                    | Budapest                                           | GDF SUEZ Grand Prix                                |
| 28                          | 6. juli                     | Båstad                                             | Collector Swedish Open Women                       |                                                    |                                                    |
| 29                          | 13. juli                    |                                                    |                                                    | Palermo                                            | Internazionali Femminili di Tennis                 |
| 29                          | 13. juli                    | Prag                                               | ECM Prague Open                                    |                                                    |                                                    |
| 29                          | 20. juli                    |                                                    |                                                    | Portorož                                           | Banka Koper Slovenia Open                          |
| 29                          | 20. juli                    | Bad Gastein                                        | Gastein Ladies                                     |                                                    |                                                    |
| 30                          | 27. juli                    | Stanford                                           | Bank of the West Classic                           | Istanbul                                           | Istanbul Cup                                       |
| 31                          | 3. aug.                     | Los Angeles                                        | East West Bank Classic                             |                                                    |                                                    |
| 32                          | 10. aug.                    | Cincinnati                                         | Western & Southern Financial Group Women's Open    |                                                    |                                                    |
| 32                          | 17. aug.                    | Toronto                                            | Rogers Cup                                         |                                                    |                                                    |
| 33                          | 24. aug.                    | New Haven                                          | Pilot Pen Tennis                                   |                                                    |                                                    |
| 34                          | 31. aug.                    | New York                                           | US Open                                            |                                                    |                                                    |
| 35                          | 7. sept.                    | New York                                           | US Open                                            |                                                    |                                                    |
| 36                          | 14. sept.                   |                                                    |                                                    | Guangzhou                                          | Guangzhou Intern. Women's Open                     |
| 36                          | 14. sept.                   | Québec                                             | Bell Challenge                                     |                                                    |                                                    |
| 37                          | 21. sept.                   |                                                    |                                                    | Seoul                                              | Hansol Korea Open                                  |
| 37                          | 21. sept.                   | Tasjkent                                           | Tashkent Open                                      |                                                    |                                                    |
| 38                          | 28. sept.                   | Tokyo                                              | Toray Pan Pacific Open                             |                                                    |                                                    |
| 39                          | 5. okt.                     | Beijing                                            | China Open                                         |                                                    |                                                    |
| 40                          | 12. okt.                    |                                                    |                                                    | Linz                                               | Generali Ladies Linz                               |
| 40                          | 12. okt.                    | Osaka                                              | Japan Women's Open Tennis                          |                                                    |                                                    |
| 41                          | 19. okt.                    | Moskva                                             | Kremlin Cup                                        | Luxembourg                                         | BGL Luxembourg Open                                |
| Uge                         | Dato                        | Sæsonafsluttende turneringer                       | Sæsonafsluttende turneringer                       | Sæsonafsluttende turneringer                       | Sæsonafsluttende turneringer                       |
| 42                          | 26. okt.                    | Doha                                               | Sony Ericsson Championships                        | Sony Ericsson Championships                        | Sony Ericsson Championships                        |
| 43                          | 2. nov.                     | Bali                                               | Commonwealth Bank Tournament of Champions          | Commonwealth Bank Tournament of Champions          | Commonwealth Bank Tournament of Champions          |
| 43                          | 2. nov.                     | ?                                                  | Fed Cup-finale                                     | Fed Cup-finale                                     | Fed Cup-finale                                     |